# 観音村
観音村（かんのんむら）は、広島県佐伯郡にあった村。現在の広島市佐伯区、廿日市市の一部にあたる。

## 地理
- 河川：三筋川（岡の下川）[1]
- 山岳：極楽寺山[1]

## 歴史
- 1889年（明治22年）4月1日 - 町村制の施行により、佐伯郡千同村、倉重村、三宅村、坪井村、屋代村、佐方村が合併して村制施行し、観音村が発足[1][2]。役場を大字坪井に設置し、1942年（昭和17年）大字三宅に移転した[1]。
- 1923年（大正12年） - 大字坪井に牛池山溜池を設置[1]。
- 1940年（昭和15年）5月10日 - 佐伯郡五日市町の一部を編入[2]。
- 1951年（昭和26年）10月27日 - 村内に昭和天皇が会場に行幸。広島市喜生園を視察[3]。
- 1955年（昭和30年）4月1日 - 佐伯郡五日市町、石内村、河内村、八幡村と合併し、五日市町が存続して廃止された[1][2]。
- 村長　橋本覚一

### 地名の由来
極楽寺山が、頂上の極楽寺の本尊十一面観音にちなんで観音山と通称され、そのふもとの当地が古くから観音下と称されたことによる。

## 産業
- 農業、養蚕、藁製品[1]。

## 交通

### 鉄道
- 1924年（大正13年）広島瓦斯電軌（現広島電鉄）宮島線、大字佐方に隅ノ浜駅を開設[1]。1936年（昭和11年）廃止[1]。
- 1950年（昭和25年）山陽女学園駅（現山陽女学園前駅）開設[1]。

## 教育
- 1930年（昭和5年）山陽高等女学校（現山陽女学園中等部・高等部）が開校[1]。

## 名所・旧跡
- 洞雲寺